# Charles Hector d'Estaing
Charles Hector d’Estaing (født 24. november 1729, død 28. april 1794), var en fransk greve og admiral.
d’Estaing var først landofficer og tjente sig op til oberst. Han deltog derefter 1757 i grev d’Achés ekspedition til Ostindien og lærte undervejs navigation. Senere slog han sig på søkrigshåndværket, blev anfører for nogle bevæbnede skibe, optrådte i den persiske havbugt, erobrede Bender Abassy tillige med en del engelske orlogsskibe, forlagde derefter sin virksomhed til øen Sumatra, hvor han erobrede samtlige engelske besiddelser og drog derefter hjem. 
Da han efter dette glimrende felttog 1763 blev udnævnt til generalløjtnant på flåden og forbigik en mængde søofficerer, vakte det megen misundelse og skaffede ham mange fjender. 1778 førte han en flåde ved de nordamerikanske kyster, kæmpede energisk og med hensynsløshed både over for venner og modstandere mod de engelske admiraler Howe og Byron, men uden at vinde en afgørende fordel. 
Ved sin tilbagekomst til Frankrig blev d’Estaing medlem af notablernes forsamling og chef for Nationalgarden i Versailles. Med sine uklare sympatier for kongefamilien bestræbte han sig for at frelse Marie Antoinette, men opnåede kun at blive mistænkt, anklaget og henrettet. Sin forsvarstale for tribunalet endte han med disse ord: "Når I har afhugget mit hoved, send det da til englænderne; de vil betale det klækkeligt".